# アルス・エレクトロニカ

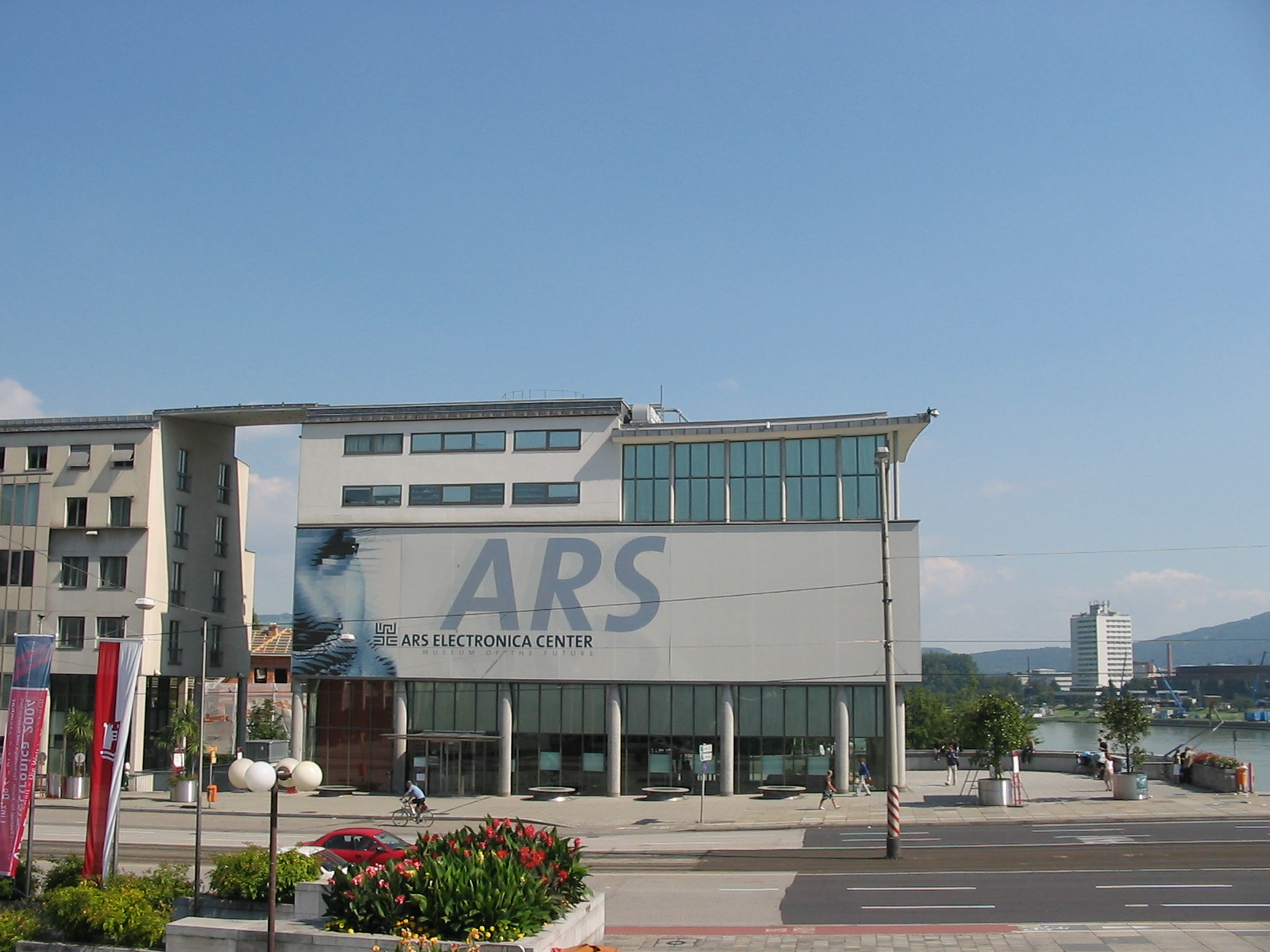
アルス・エレクトロニカ・センター

アルス・エレクトロニカは、オーストリア、リンツ市運営の先端技術、科学、メディアアート等の教育文化機関。1979年に国際ブルックナー祭の一環として創立。1986年から独立し、フェスティバルを開催するようになる。1987年から設けられた「アルス・エレクトロニカ賞」は、メディアアートに革新をもたらした者を表彰し、ゴールデン・ニカ賞は「コンピューター界のオスカー」とも呼ばれる。
創立から1995年までのディレクターはペーター・ヴァイベル。
1996年からアルス・エレクトロニカ・センターを運営している。制作のためのアトリエや、芸術や技術の未来を研究する機能Ars Electronica Futurelabも設けている。
2014年に　日本の広告代理店博報堂との業務提携を発表。　

## サイバーアーツ・フェスティバル

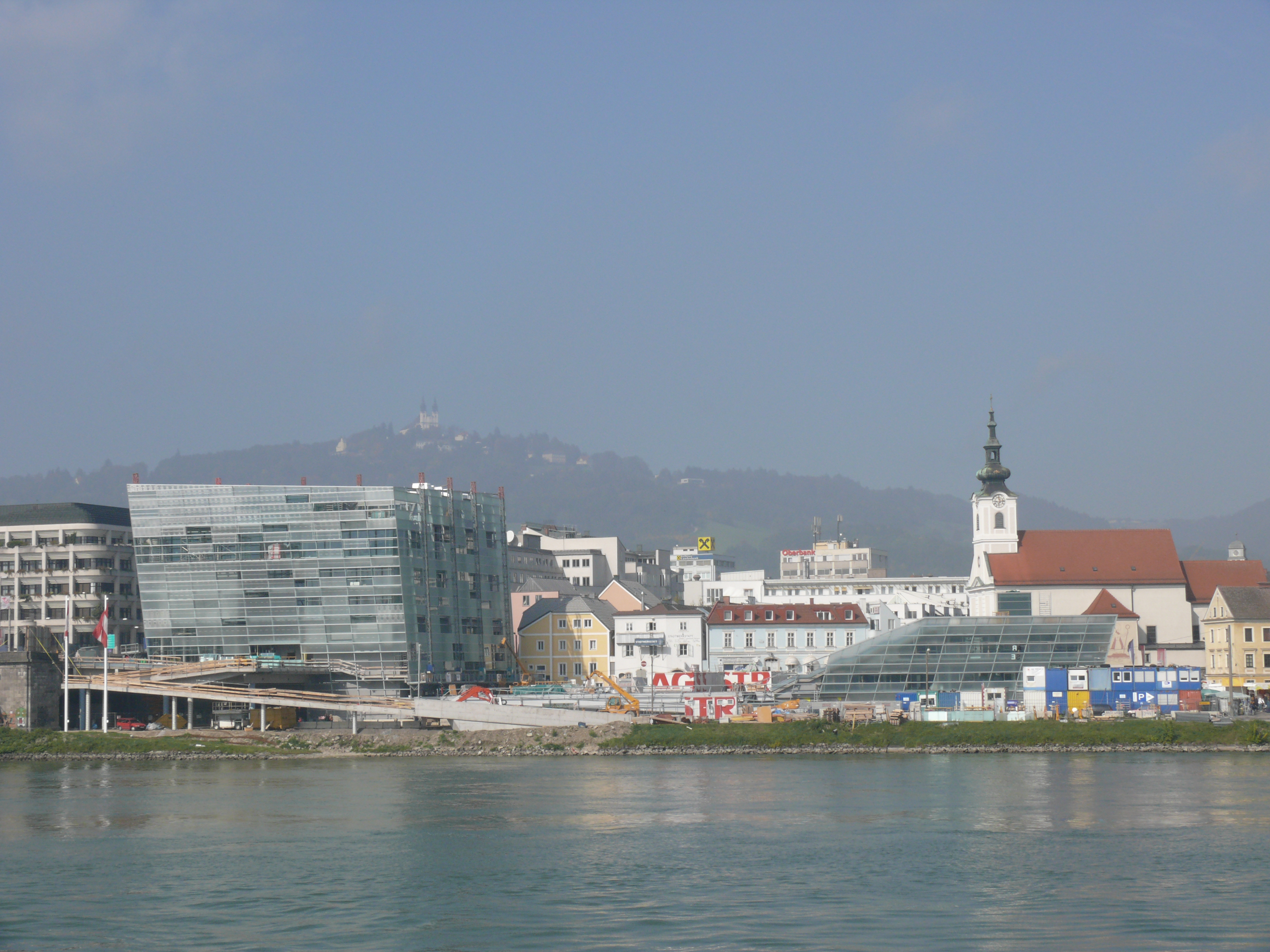
アルス・エレクトロニカ・センターの増築工事（2008年）

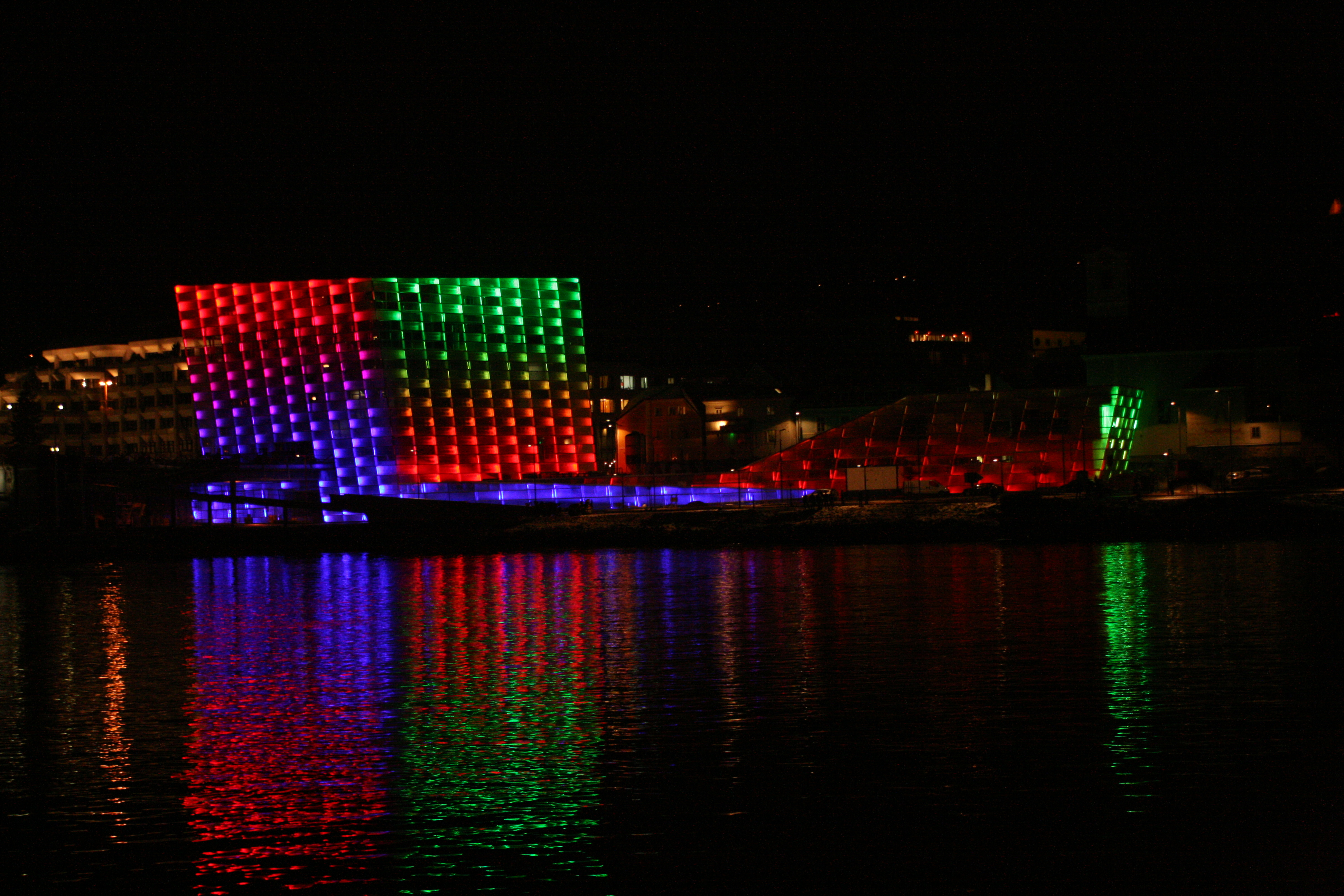
アルス・エレクトロニカ・センターの夜景

アルス・エレクトロニカ・サイバーアーツ・フェスティバルはデジタルアート界において権威ある行事となり、1987年からはテーマを掲げて開催している。
- 1987年 - フリー・サウンド（Free Sound）
- 1988年 - シーンの芸術（The Art of Scene）
- 1989年 - ネットワークシステムにおいて
- 1990年 - デジタルの夢 - 仮想世界（Digital Dreams - Virtual Worlds）
- 1991年 - コントロール不能（Out of Control）
- 1992年 - 内とナノ - 内面からの世界（Endo & Nano - The World From Within）
- 1993年 - 遺伝子の芸術 - 人工生命（Genetic Art - Artificial Life）
- 1994年 - 知能的環境（Intelligent Environment）
- 1995年 - ワイヤードの世界へようこそ（Welcome to the Wired World - Mythos Information）
- 1996年 - ミームシス - 進化の未来（Memesis - The Future of Evolution）
- 1997年 - 肉体要因 - 情報機械・人間（FleshFactor - Informationsmaschine Mensch）
- 1998年 - 情報戦争 - 情報.権力.戦争（Infowar - information.macht.krieg）
- 1999年 - 生命科学（LifeScience）
- 2000年 - ネクスト・セックス - 生殖力のある余剰物の時代の性（NEXT SEX - Sex in the Age of its Procreative Superfluousness）
- 2001年 - 乗っ取り - 明日の芸術をするのは誰か（'Takeover' - Who's doing the art of tomorrow）
- 2002年 - アンプラグド - 地球規模の衝突の情景としての芸術（'Unplugged' - Art as the Scene of Global Conflicts）
- 2003年 - コード - 私たちの時代の言語（'Code' - The Language of Our Time）
- 2004年 - タイムシフト - 25年後の世界（'Timeshift - The World in 25 Years'）
- 2005年 - ハイブリッド - パラドックスを生きる（'HYBRID - Living in a paradox'）
- 2006年 - シンプリシティ - 複雑さの芸術（'SIMPLICITY - the art of complexity'）
- 2007年 - グッバイプライバシー - すばらしい新世界へようこそ (GOODBYE PRIVACY – Welcome to the Brave New World!）
- 2008年 - 新しい文化経済 - 知的財産権の限界（A New Cultural Economy - The Limits of Intellectual Property）
- 2009年 - 人間性 - 人類世（HUMAN NATURE - The Anthropocene）
- 2010年 - 修復 （REPAIR - ready to pull the lifeline）
- 2014年 - C… 変化に必要なもの (C… what it takes to change)
- 2015年 - ポスト・シティ - 21世紀のための生活空間 (POST CITY – Lebensräume für das 21. Jahrhundert)
- 2016年 -  ラディカルアトム - 我々の時代の錬金術師 (RADICAL ATOMS and the alchemists of our time)
- 2017年 - 人工知能 - もう一人の私 (Artificial Intelligence - Das andere Ich)
- 2018年 - エラー - 不完全の手法 (Error - the Art of Imperfection)
- 2019年 - アウト・オブ・ザ・ボックス - デジタル革命のミッドライフ・クライシス (Out of the Box: The Midlife Crisis of the Digital Revolution)

## アルス・エレクトロニカ賞
アルス・エレクトロニカ サイバーアーツ・フェスティバルでは毎年7部門でアルス・エレクトロニカ賞を授与する。受賞者は6月に発表され、ニューヨークとリンツで授賞式が行われる。
部門としては2008年
- コンピュータアニメーション / 映画 / VFX　3DCGや2DCGなどを利用したアニメーション・映画・CF・ミュージックビデオ、およびVFXを対象とする部門
- デジタルミュージック
- ハイブリッドアート（メディアアートなどに彫刻、建築、インスタレーション、パフォーマンスアート、社会運動、研究活動、評論、ポップカルチャーその他を複合させた作品を対象とする部門）
- インタラクティブアート
- デジタルコミュニティー　（革新的なネットコミュニティを対象とする部門）
- U-19　（u19 – freestyle computing、19歳以下のアーティストのための部門）

の6部門のほか、メディアアートリサーチ賞（メディアアートの研究や評論に関する賞）が存在する。2006年にはネットビジョン、インタラクティブアート、コンピュータアニメーション、ビジュアルエフェクト、デジタルミュージック、デジタルコミュニティーズ、u19、ネクストアイデア（その他のどの部門にも入らない新しい作品のための部門）の8部門があったが、これらの部門は頻繁に見直されている。2019年、人工知能＆ライフアート 部門が追加された。
これらの部門では、グランプリ「ゴールデン・ニカ賞」が1作品、準グランプリの「優秀賞」が2作品に、「栄誉賞」が12作品にそれぞれ贈られる。

### 主な受賞者
- 吉藤オリィ（オリィ研究所） - 2022年 デジタルコミュニティ部門 ゴールデン・ニカ賞
- 落合陽一 - 2016年 インタラクティブアート部門 栄誉賞
- 浅井宣通・ クワハラ ヒロト・Paul Lacroix  - 2015年 コンピューターアニメーション部門 栄誉賞
- 赤松音呂 - 2015年 ゴールデン・ニカ賞
- SjQ++ - 2013年 デジタルミュージック部門　準グランプリ
- 木村 卓 - 2008年 コンピューターアニメーション部門 準グランプリ
- 平川紀道 - 2008年 インタラクティブアート部門 準グランプリ
- 三輪眞弘 - 2007年 デジタルミュージック部門 ゴールデン・ニカ賞
- エキソニモ - 2006年 ネットビジョン部門 ゴールデン・ニカ賞
- サタニックポルノカルトショップ - 2006年 デジタルミュージック部門 栄誉賞
- ウィキペディア - 2004年 コミュニティ部門 ゴールデン・ニカ賞
- Open-Clothes - 2004年 コミュニティ部門 準グランプリ
- クリエイティブ・コモンズ - 2004年 ネットビジョン部門 ゴールデン・ニカ賞
- Astro Twin（吉田アミ、ユタカワサキ）・Cosmos（吉田アミ、Sachiko M） - 2003年 デジタルミュージック部門 ゴールデン・ニカ賞
- 明和電機 - 2003年 インタラクティブアート部門 準グランプリ
- 刀根康尚 - 2002年 デジタルミュージック部門 ゴールデン・ニカ賞
- 池田亮司 - 2001年 デジタルミュージック部門 ゴールデン・ニカ賞
- 西島治樹 - 2001年 インタラクティブアート部門 準グランプリ
- ニール・スティーヴンスン - 2000年 ドットネット部門 ゴールデン・ニカ賞
- リーナス・トーバルズ - 1999年 ドットネット部門 ゴールデン・ニカ賞
- 森野和馬 - 1998年 コンピューターアニメーション部門 準グランプリ
- 坂本龍一・岩井俊雄 - 1997年 インタラクティブアート部門 ゴールデン・ニカ賞
- センソリウム - 1997年 ネットワーク部門 ゴールデン・ニカ賞
- 藤幡正樹 - 1996年 インタラクティブ・アート部門 ゴールデン・ニカ賞
- ティム・バーナーズ＝リー - 1995年 インタラクティブアート部門 ゴールデン・ニカ賞
- パスカル・ルラン Pascal ROULIN - 1993年  コンピューターアニメーション部門 ゴールデン・ニカ賞
- ピーター・ガブリエル - 1987年 コンピュータミュージック部門 ゴールデン・ニカ賞

- 2008年度「デジタルコミュニティー部門」でニコニコ動画が栄誉賞を受賞。

## レジデンス制度
アーティストが科学機関を訪れるアーティスト・イン・レジデンスプログラムを、欧州連合の支援のもとで2014年から実施している。科学者とアーティストがアイデアを交換し、お互いから学び、学際的なコラボレーションの方法を開発することを目的としており、欧州合同原子核研究機関や欧州宇宙機関、ヨーロッパ南天天文台といった科学機関にアーティストが滞在する。

## 参考
2010年2月にアルス・エレクトロニカ30年を記念して「サイバーアーツジャパン―アルスエレクトロニカの30年」と題する特集展が東京都現代美術館で開催された。